# Lars Levgren
Lars Levgren, född 24 oktober 1744 i Sparlösa socken i Skaraborgs län, död 9 oktober 1824 i Göteborg, var en svensk köpman.
Lars Levgren var son till rusthållaren Anders Ersson och Maria Larsdotter samt gift med Margaretha Christina Embring (1756–1843), som var konstnärligt verksam. Makarna hade sonen Anders Georg Levgren och dottern Sofia Maria Levgren (1789–1877), gift första gången med prosten Niclas Lundström och andra gången med prosten Otto Martin Torell.
Lars Levgren lämnade i tidiga år Sparlösa och kom i tjänst hos köpmannen Olof Hasselroth i Göteborg. Efter att han själv vunnit burskap 1784 fortsatte han efter Hasselroths död att bedriva lukrativ handel med kaffe, tobak, kryddor och andra kolonialvaror. År 1811 inträdde sonen in i verksamheten varefter firman utvidgades. Tack vare god likviditet klarade Lars Levgren & son handelskrisen 1815–1818 utmärkt väl. Han kallades inte för intet för rike Levgren. Vid hans död överträffade hans samlade egendomar Niklas Sahlgrens, John Halls och Martin Holtermans.
Efter hans död övertogs hans affärsverksamhet av hans änka, som under namnet "M. Levgren" listas bland de tio rikaste köpmännen i Göteborg och en av få kvinnliga medlemmar i Handelssocieteten. 
Sedan 1799 innehade Levgren Göteborgs förutvarande tegelbruksäng, "Levgrenska ängen", landeriet Stora Katrinelund. Sonen anlade där en engelsk park. Stora Katrinelund förblev i familjens ägo fram till 1904. Då trädde Göteborgs stad in som köpare av egendomen.